# Phong trào Quốc gia Cấp tiến
Phong trào Quốc gia Cấp tiến (tiếng Anh: National Progressive Movement, NPM) là một tổ chức ngoại vi của Đảng Tân Đại Việt, chủ trương bài Cộng và đối lập với Nội các của Tổng thống Nguyễn Văn Thiệu. Phong trào Quốc gia Cấp tiến hoạt động trên chính trường Việt Nam Cộng hòa giai đoạn 1968 - 1971.

## Lịch sử
Mùa xuân năm 1969, do sự động viên của Đảng trưởng Tân Đại Việt Nguyễn Ngọc Huy, giáo sư Nguyễn Văn Bông quyết định thành lập Phong trào Quốc gia Cấp tiến, hai tổ chức này luôn có sự hoạt động chặt chẽ với nhau và mang nhãn hiệu đối lập với chính phủ đương nhiệm - Nội các Nguyễn Văn Thiệu. Trong hai năm 1970 và 1971, Phong trào Quốc gia Cấp tiến phát triển rất mạnh. Phần đông thành viên và cảm tình viên là cựu sinh viên Học viện Quốc gia Hành chánh hoặc nắm giữ những chức vụ cốt cán của Việt Nam Cộng hòa.
Cương lĩnh của Phong trào là cổ võ cho một nước Việt Nam thống nhứt dưới một chế độ dân chủ, với quyền bình đẳng giữa các công dân, tôn trọng nhân quyền, triệt tiêu nạn tham nhũng và cải tổ hành chánh. Về kinh tế, Phong trào chủ trương đẩy mạnh phát triển, cải cách điền địa, canh tân thuế vụ và khuyến khích đầu tư. Về an sinh xã hội, Phong trào đòi hỏi một chế độ quân dịch công bằng, giáo dục miễn phí, mang tính cưỡng bách và phục hồi uy tín của giáo giới.
Tháng 9 năm 1971, Phong trào Quốc gia Cấp tiến và Đảng Tân Đại Việt đưa được vào Hạ nghị viện 21 dân biểu - một lực lượng đáng kể bấy giờ. Tổng thống Nguyễn Văn Thiệu cử giáo sư Huy tham nghị với tư cách cố vấn, vào phái đoàn đàm phán với Việt Nam Dân chủ Cộng hòa tại Paris. Uy tín của Nguyễn Văn Bông lên như diều. Nhưng vào cuối 1969 thì xảy ra vụ mưu sát: một trái bom phát nổ ngay cạnh phòng làm việc của giáo sư Bông tại tầng hai Học viện Quốc gia Hành chánh. Ông Bông không bị thương tích nặng do được che chở bởi một cái bàn viết khi gục xuống.
Nhưng rồi một năm sau, ngày 10 tháng 11 năm 1971, giáo sư Bông không thoát khỏi lưỡi hái tử thần trong vụ mưu sát thứ nhì, mặc dù ông được toán an ninh bảo vệ khá chặt chẽ. Vào giờ ăn trưa, tổ trinh sát vũ trang Ban An ninh T4 của Mặt trận Dân tộc Giải phóng miền Nam Việt Nam thảy một trái bom dưới sườn xe hơi của ông trên đường Cao Thắng (Sài Gòn), nơi có đèn đỏ, làm xe nổ tung và gây thiệt mạng cho ông Bông, người tài xế và ba vệ sĩ. Sự kiện này đã gây tổn thất lớn đến nhân sự của Phong trào Quốc gia Cấp tiến, tổ chức này gần như không còn hoạt động gì sau đó.
Năm 1973, Phong trào Quốc gia Cấp tiến sáp nhập vào Mặt trận Quốc gia Dân chủ Xã hội. Sau sự kiện 30 tháng 4 năm 1975, giáo sư Nguyễn Ngọc Huy đã tập hợp những cựu thành viên của Phong trào Quốc gia Cấp tiến để thành lập nên tổ chức Liên minh Dân chủ Việt Nam.

### Các nhân vật tiêu biểu
- Nguyễn Văn Bông: Chủ tịch.
- Nguyễn Ngọc Huy: Tổng thư ký.
- Nguyễn Đình Huy: Phó Tổng thư ký.
- Charles Đức[cần dẫn nguồn]
- Tạ Văn Tài
- Nguyễn Thị Huệ
- Nguyễn Tường Bá
- Trương Kim Cù
- Mã Xái[3]